# Jules Laure
Pour les articles homonymes, voir Laure.
Jean François Jules Hyacinthe Laure, né à Grenoble le 14 mai 1806 et mort le 1er avril 1861 dans le 10e arrondissement de Paris, est un artiste-peintre français.

## Biographie
Élève d’Ingres, Jules Laure est un habitué des Salons de peinture où il présente ses portraits. Peintre d'histoire, il est au sommet de sa carrière sous Louis-Philippe Ier pour lequel il peint en 1837 Charlemagne, entouré de ses principaux officiers, reçoit Alcuin, copie réduite d'un plafond de Jean-Victor Schnetz au musée du Louvre, destiné au Musée de l'Histoire de France à Versailles. 
Comme d’autres artistes, il peint autant de représentations religieuses, comme Laissez venir à moi les petits enfants, que des portraits féminins tels que la Jeune femme au bord de l’eau.

## Sources
Béatrice Fontanel et Daniel Wolfromm: Quand les artistes peignaient l’histoire de France, De Vercingétorix à 1918, Seuil, Paris 2002.